# ОШ „Коста Ђукић” Младеновац
ОШ „Коста Ђукић” Младеновац основана је 1994. године. Школа носи име Косте Ђукића (1912 — 1942), младеновачког учитеља и учесника Народноослободилачке борбе.
Матична школа је почела са радом 1968. године. У саставу школе су и издвојена одељења школе, у селима Кораћица, Марковац, Пружатовац, Међулужје, Велика Иванча. Оне су почеле да раде и образују као самосталне школе. Најстарија школа је садашње издвојено одељење матичне школе у селу Марковац основана је далеке 1850. године. У селу Кораћица школа је саграђена далеке 1852. године. Школа у селу Велика Иванча 1863. године, школа у селу Пружатовац 1872. године, затим школа у Међулужју је основана 1892. године. Школа у Кораћичим Ливадама је основана 1931. године као издвојено одељење школе у Кораћици. 